# Jhon Jairo Roldán
John Jairo Roldán Avendaño es un ingeniero civil y político colombiano. En las elecciones legislativas de 2010 fue elegido Representante a la Cámara por Antioquia con el aval del Partido Liberal Colombiano con 27.211 votos. En las elecciones legislativas de 2014 fue reelecto con 34.254 votos.

## Biografía
Roldán Avendaño Nació en el municipio de Yarumal, Antioquia pero su familia se trasladó a vivir al municipio de Bello cuando Roldán Avendaño tenía nueve años. 
Se graduó de la Universidad Nacional, Facultad de Ingeniería como Ing. Civil, es Especialista en Gestión Pública de la Escuela Superior de Administración Pública (ESAP) y Especialista en Gerencia de Proyectos de la Universidad del Tolima.
En el campo privado se ha desempeñado como consultor y contratista de proyectos de obras civiles en distintas regiones del departamento y del país.
Su desempeño en cargos públicos se ha desarrollado básicamente en el municipio de Bello. En 1996, 2001 y 2002 ejerció como Secretario de Obras Públicas; entre 1998 y 2000 fue Gerente de Proyectos Especiales en el IMPES; entre el 2001 y 2002 nuevamente secretario de obras públicas y Curador Urbano Segundo del Municipio de Bello, entre los años 2004 y 2006, cargo al cual accedió después haber superado un importante concurso de méritos. También se desempeñó como asesor en servicios públicos domiciliarios en el municipio de Itagüí.
Es militante del Partido Liberal desde joven y fue candidato a la alcaldía de Bello en 2003 y nuevamente en 2007. En las elecciones legislativas de 2010 fue elegido Representante a la Cámara por Antioquia con el aval del Partido Liberal Colombiano con 27.211 votos. En las elecciones legislativas de 2014 fue reelecto con 34.254 votos. Integra la Comisión Sexta Constitucional, encargada de estudiar los proyectos de ley de educación, obras públicas, transporte, cultura, turismo, servicios públicos, TICS, entre otros.